# بروسبر أفريل
ماتيو بروسبر أفريل (من مواليد 12 ديسمبر 1937)، سياسي من هايتي، كان رئيس هايتي من عام 1988 إلى عام 1990، وعضو في الحرس الرئاسي لفرانسوا دوفالييه ومستشار لجان كلود دوفالييه.
قاد أفريل في سبتمبر 1988 انقلاب هايتي ضد الحكومة العسكرية الانتقالية التي تم تنصيبها بعد الإطاحة بجان كلود دوفالييه عام 1986. وتولى الرئاسة حتى مارس 1990 خلال فترة وصفتها منظمة العفو الدولية بأنها شهدت "انتهاكات خطيرة لحقوق الإنسان. ألقي القبض عليه في عام 2001 ولكن أطلق سراحه في مارس 2004 بعد الانقلاب الذي وقع في هايتي عام 2004 والذي أطاح بجان برتراند أريستيد.

## حياته
ولدت أفريل في بلدة تومازو الصغيرة بالقرب من بورت أو برانس عاصمة هايتي. التحق بالجيش وتخرج على رأس دفعته في الأكاديمية. كانت زوجته ممرضة.